# Liegi-Bastogne-Liegi 2005
La Liegi-Bastogne-Liegi 2005, novantunesima edizione della corsa, valevole come decimo evento del circuito UCI ProTour, si svolse il 24 aprile 2005 per un percorso di 260 km da Liegi ad Ans e fu vinta dal kazako Aleksandr Vinokurov.

## Percorso
Dodici salite si susseguirono lungo i 260 km del percorso, con l'inserimento delle Côtes de Wanne, Stockeu, e Haute Levée tra 171 e 186 km. Dopo quest'ultima si affrontava la Côte Du Rosier (km 195), la Vecquee (km 208), la Côte de La Redoute (km 225), Sprimont (km 231), Sart-Tillman-Tilff (km 246) e Saint-Nicolas (km 255). Come ogni anno, il traguardo era posto ad Ans, dopo una salita di 1,5 km con una pendenza media di 5-6%.

## Squadre partecipanti
Presero parte alla prova le venti squadre con licenza UCI ProTeam. Ammesse tramite l'assegnazione di wild-card furono Landbouwkrediet-Colnago, AG2R Prévoyance, MrBookmaker.com-SportsTech, Chocolade Jacques-T Interim e RAGT Semences.
| N.      | Cod. | Squadra                |
| ------- | ---- | ---------------------- |
| 1-8     | GST  | Gerolsteiner           |
| 11-18   | DVL  | Davitamon-Lotto        |
| 21-28   | RAB  | Rabobank               |
| 31-38   | FAS  | Fassa Bortolo          |
| 41-48   | CSC  | Team CSC               |
| 51-58   | TMO  | T-Mobile Team          |
| 61-68   | PHO  | Phonak Hearing Systems |
| 71-78   | SDV  | Saunier Duval-Prodir   |
| 81-88   | QST  | Quick Step-Innergetic  |
| 91-98   | LSW  | Liberty Seguros-Würth  |
| 101-108 | LIQ  | Liquigas-Bianchi       |
| 111-118 | DSC  | Discovery Channel Team |
| 121-128 | C.A  | Crédit Agricole        |

| N.      | Cod. | Squadra                          |
| ------- | ---- | -------------------------------- |
| 131-138 | FDJ  | Française des Jeux               |
| 141-148 | LAM  | Lampre-Caffita                   |
| 151-158 | COF  | Cofidis, le Crédit par Téléphone |
| 161-168 | BTL  | Bouygues Télécom                 |
| 171-178 | EUS  | Euskaltel-Euskadi                |
| 181-188 | IBA  | Illes Balears-Caisse d'Epargne   |
| 191-198 | SDM  | Domina Vacanze                   |
| 201-208 | MRB  | Mr Bookmaker.com-SportsTech      |
| 211-218 | A2R  | AG2R Prévoyance                  |
| 221-228 | LAN  | Landbouwkrediet-Colnago          |
| 231-238 | JAC  | Chocolade Jacques-T Interim      |
| 241-248 | RAG  | RAGT Semences                    |

## La gara
Dopo soli quattro chilometri dalla partenza ci fu il primo attacco di giornata, con Pieter Weening (Rabobank), Sebastien Joly (Crédit Agricole), Pierrick Fédrigo (Bouygues Télécom) e Camille Bouquet (MrBookmaker) che furono presto riassorbiti dal gruppo. Anche il tentativo di Yoann Le Boulanger (RAGT) fu neutralizzato.
Il primo attacco significativo vide dopo 29 km staccarsi Steffen Wesemann (T-Mobile) e Benjamín Noval (Discovery Channel), raggiunti dopo 14 km da Koen de Kort (Liberty Seguros), Walter Beneteau (Bouygues) e Johan Verstrepen (Landbouwkrediet-Colnago). Il gruppo lasciò andare la fuga che raggiunse un vantaggio di 8'35 alla Côte de la Roche (km 82), con Phonak, Lampre e Illes Balears a guidare il gruppo. Dopo il passaggio da Bastogne, il gruppo iniziò ad inseguire con maggiore intensità e alla Côte De Saint Roch (km 128) il vantaggio scese a sette minuti. Il tentativo di contrattacco di Christophe Brandt (Davitamon-Lotto), Joost Posthuma (Rabobank), Steve Zampieri (Phonak) e Filippo Pozzato (Quick Step) non si concretizzò, ma fece scendere il distacco dai fuggitivi a 5 minuti. Sulla Côte De Wanne (km 171) la corsa si fece più intensa, con Wesemann e Noval che staccarono i compagni di fuga e riuscirono a guadagnare 2'40" dal gruppo, mentre Peter Lüttenberger (CSC) lanciò il contrattacco, raggiunto da Marc Lotz (Quick Step), Weening e Karsten Kroon (Rabobank), Pietro Caucchioli (C.A), Óscar Sevilla (T-Mobile) e Fabian Wegmann (Gerolsteiner) a cui si unirono Paolo Bettini (Quick Step), Mirko Celestino (Domina Vacanze), Santiago Botero (Phonak), Johan Vansummeren (Lotto) e Jens Voigt (CSC).
Sulla Côte de Stockeu, Noval e Wesemann persero molto terreno dal gruppetto degli inseguitori, dove Voigt e Botero tiravano l'inseguimento e diversi corridori si staccavano. Sulla Haute Levee (km 183), tra gli inseguitori erano rimasti solo Voigt, Botero, Celestino, Weening, Kroon, Bettini e Wegmann. Noval e Wesemann furono raggiunti ai piedi della Côte Du Rosier a 68 km dal traguardo, ma il gruppo ormai seguiva a una ventina di secondi. Vinokurov fu il primo a sorpassare il gruppetto dei sette fuggitivi. Sul Vecquee, a 54 km dal traguardo, il gruppo di testa contava una trentina di unità e fu ancora Jens Voigt ad attaccare, seguito da Vinokurov. I due raggiunsero la cima della Côte de La Redoute, a 35 km da Liegi, con un vantaggio di 22 secondi sui primi inseguitori Kroon, Perdiguero, Kessler, Etxebarria, Evans, Rebellin e Boogerd. A 20 km dal traguardo il vantaggio dei due battistrada era salito a 1'24" e anche il tentativo di raggiungerli di Kroon, Weening e Sinkewitz, che arrivarono a 45" sulla Côte du Sart-Tilman, fallì. Gli inseguitori si attaccarono l'un l'altro lungo la discesa verso Liegi, con l'unico risultato di lasciare 1'13" di vantaggio ai due in testa a 6 km dal traguardo ai piedi di Saint-Nicolas.
Cadel Evans, seguito da Bettini e Boogerd, riuscì a guadagnare diversi secondi, arrivando a due chilometri dal traguardo con un distacco di 40 secondi che tuttavia non bastarono. Vinokurov e Voigt affrontarono appaiati l'ultima salita di 1,5 km verso Ans, arrivarono ruota a ruota fino a pochi metri dal traguardo e fu il kazako ad aggiudicarsi la volata.

## Ordine d'arrivo (Top 10)
| Pos. | Corridore               | Squadra         | Tempo    |
| ---- | ----------------------- | --------------- | -------- |
| 1    | Aleksandr Vinokurov     | T-Mobile        | 6h29'09" |
| 2    | Jens Voigt              | CSC             | s.t.     |
| 3    | Michael Boogerd         | Rabobank        | a 14"    |
| 4    | Paolo Bettini           | Quick Step      | a 24"    |
| 5    | Cadel Evans             | Davitamon       | s.t.     |
| 6    | David Etxebarria        | Liberty Seguros | a 27"    |
| 7    | M. Á. Martín Perdiguero | Phonak          | a 28"    |
| 8    | Mirko Celestino         | Domina Vacanze  | s.t.     |
| 9    | Damiano Cunego          | Lampre-Caffita  | s.t.     |
| 10   | Ángel Vicioso           | Liberty Seguros | s.t.     |

## Punteggi UCI
| Pos. | Corridore               | Squadra         | Punti |
| ---- | ----------------------- | --------------- | ----- |
| 1    | Aleksandr Vinokurov     | T-Mobile        | 50    |
| 2    | Jens Voigt              | CSC             | 40    |
| 3    | Michael Boogerd         | Rabobank        | 35    |
| 4    | Paolo Bettini           | Quick Step      | 30    |
| 5    | Cadel Evans             | Davitamon       | 25    |
| 6    | David Etxebarria        | Liberty Seguros | 20    |
| 7    | M. Á. Martín Perdiguero | Phonak          | 15    |
| 8    | Mirko Celestino         | Domina Vacanze  | 10    |
| 9    | Damiano Cunego          | Lampre-Caffita  | 5     |
| 10   | Ángel Vicioso           | Liberty Seguros | 1     |